# روتی چانای
روتی چانای یک غذای هندی است که در کشورهای مختلف شرق آسیا از جمله در مالزی، برونئی، اندونزی، سنگاپور، تایلند عرضه می‌شود. این غذا معمولاً با دال (خوراک لپه پخته‌شده) یا سایر انواع کاری سرو می‌شود و البته می‌تواند همراه با انواع مختلف شیرین و ترش نیز تهیه شود یا درون آن گوشت، تخم‌مرغ، ساردین یا پنیر باشد.
روتی چانای یک صبحانه و میان‌وعده و نیز مشهورترین نمونه آشپزی هندی مالزیایی است. گفته می‌شود که این غذا توسط هندی‌های مسلمان که ماماک نامیده می‌شوند، به مالزی آورده شده و در حال حاضر هم در غذا فروشی‌های ماماک در مناطق شهری و روستایی مالزی عرضه می‌گردد.
این غذا نوعی از نان‌های هندی حساب می‌شود اما در خود هندوستان مشابه آن وجود ندارد. نزدیکترین غذا به روتی چانی نان پروتا در مالابار است.

## معنای کلمه
در زبان هندی روتی به معنای نان است اما معنای کلمه چانای در اینجا مورد اختلاف است. برخی آن را برگرفته از نام شهر چنای در هند می‌دانند و برخی آن را کلمه‌ای مالایی می‌دانند که به معنای لوله کردن خمیر نان است و برخی غذایی هندی به نام چانا را ریشه این نام می‌شمارند.

## دستور تهیه

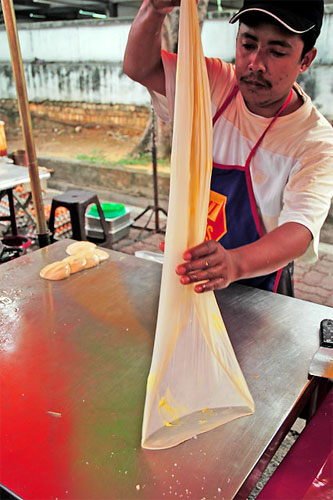
تهیه خمیر روتی چانای

این غذا از خمیر درست می‌شود که خود از آرد گندم و آب و معمولاً قدری کره یا روغن حیوانی تهیه می‌گردد، برخی نیز شیر یا شکر به آن می‌افزایند. این خمیر قبل از ورآمدن بارها ورز داده می‌شود، پهن می‌شود، روغن زده می‌شود و دوباره و برچیده و لوله می‌گردد. این کار است که موجب چند لایه شدن آن می‌شود. در نهایت چانه نان به نازکی کاغذ نازک پهن و بعد به شکل یک طناب بلند جمع می‌شود و پس از گرد کردن پهن می‌شود. به این صورت نان هنگام پخته شدن دارای لایه‌های پوسته‌ای متعدد است.
تا اواخر دهه هفتاد میلادی رسم بر آن بود که همان طناب را با دست فرم دهند و بپزند (تقریباً شبیه روتی بمب) ولی الان دیگر اینطور نیست و احتمالاً علتش آن است که در شکل کنونی برای هر نان حدود نصف خمیری که در آن روش استفاده می‌شد استفاده می‌شود. با این حال امروزه که بسیاری از روتی‌ها با مواد (مثل تخم مرغ) پر می‌شوند غذا تقریباً همان حجم را پیدا می‌کند.

## انواع در مالزی

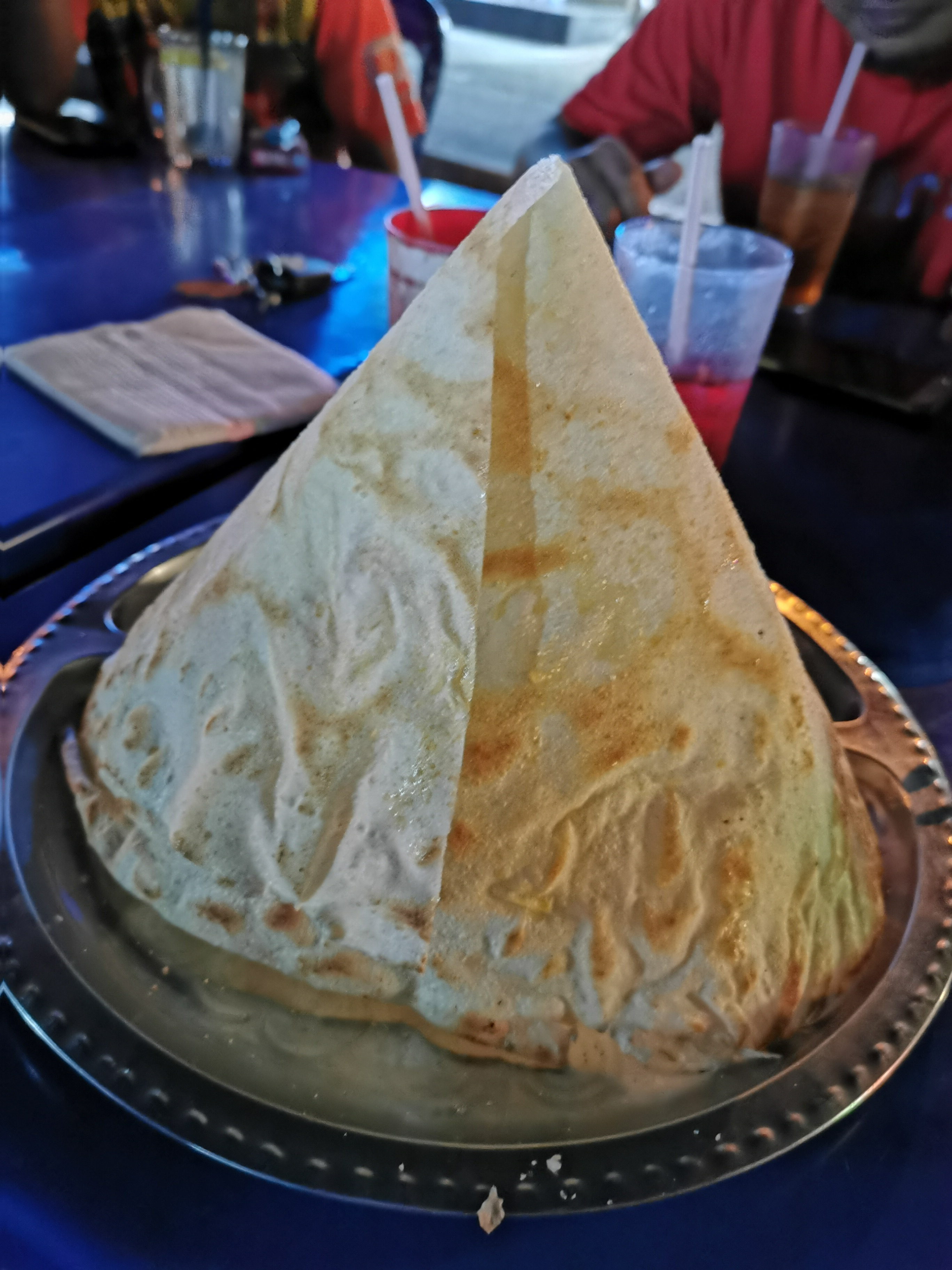
روتی تیشو در منطقه چراس مالزی

نوع ساده آن (روتی کوسونگ) و نیز با کاری مرغ و گوشت و ماهی سرو می‌شود و غیر از اینها انواع دیگر عبارتند از:
- مرتباک: روتی ضخیم که با مخلوط تخم‌مرغ و پیاز و گوشت و ادویه پر می‌شود.
- روتی تلور: با تخم مرغ
- روتی هاونگ: با پیاز
- روتی پلانتا: با مارگارین و شکر
- روتی پیسانگ: با موز
- روتی سایور: با سبزیجات
- روتی تیشو: به نازکی کاغذ که به شکل مخروط درآمده و روی آن شکر و شیرعسلی ریخته می‌شود.
- روتی کایا
- روتی بمب: نان حجیم‌تری که از شیرعسلی و شکر پر شده‌است.